# Epidendrum espiritu-santense
Epidendrum espiritu-santense är en orkidéart som beskrevs av Dodson och Roberto Vásquez. Epidendrum espiritu-santense ingår i släktet Epidendrum och familjen orkidéer.
Artens utbredningsområde är Bolivia. Inga underarter finns listade i Catalogue of Life.